# バレー・ミュルーズ・アルザス
バレー・ミュルーズ・アルザス（Volley Mulhouse Alsace）は、フランス・ミュルーズを本拠地とする女子バレーボールクラブ。2024/25シーズンはフランスリーグ・リーグAFに所属する。

## 歴史
1974年に設立。1975年にはフランス選手権の下部組織に所属し、1982/83シーズンには国内リーグのトップカテゴリーに昇格。その後2部リーグでのプレーを経て1992/93シーズンに再びトップカテゴリーに復帰。1997/98、1998/99シーズンのフランス国内リーグでは準優勝の成績を残した。当時、国内リーグでは最強だったRCカンヌの壁が高かったが、2006/07～2011/12シーズンにかけては6年連続で準優勝、フランスカップでも3度の準優勝を果たすなどして、欧州チャンピオンズリーグにも出場した。2016/17シーズンのフランス国内リーグではレギュラーラウンドを18勝4敗でトップで通過すると、セミファイナルではRCカンヌに勝利し、ファイナルでLe Cannetに勝利し初優勝を果たし、チーム史上初のタイトルを獲得した。2020/21シーズンにはフランス国内リーグでは圧倒的な強さで4年ぶりの優勝を果たした。

## 主な成績
フランスリーグ
- 優勝：2016/17、2020/21シーズン
- 準優勝：1997/98、1998/99、2006/07、2007/08、2008/09、2009/10、2010/11、2011/12、2021/22、2022/23シーズン

 フランスカップ
- 優勝：2020/21シーズン

## 登録選手
2024-25年シーズンの登録選手は次の通り。
| 背番号 | 名前                         | ポジション           | 身長 | 備考       |
| ------ | ---------------------------- | -------------------- | ---- | ---------- |
| 1      | Annayka Legros               | ミドルブロッカー     | 1.96 |            |
| 2      | クリステル・チュジョン・ナナ | オポジット           | 1.84 |            |
| 6      | Jessica Kosonen              | アウトサイドヒッター | 1.74 |            |
| 7      | ヴァレンティーナ・ディウフ   | オポジット           | 2.02 |            |
| 9      | Léa Soldner                  | リベロ               | 1.74 | キャプテン |
| 10     | エノラ・ダナール＝セロス     | セッター             | 1.77 |            |
| 11     | Jasmine Gross                | ミドルブロッカー     | 1.90 |            |
| 12     | Aristea Tontai               | ミドルブロッカー     | 1.96 |            |
| 14     | Romy Jatzko                  | アウトサイドヒッター | 1.87 |            |
| 15     | マリア・アレハンドラ・マリン | セッター             | 1.77 |            |
| 17     | Katelyn Evans                | アウトサイドヒッター | 1.87 |            |
| 19     | Julia Casadei                | リベロ               | 1.68 |            |

## 歴代所属選手
| - デボラ・オルシット - クリスティナ・バウアー - ヘレナ・カソーテ - イザリン・サイジェ＝ウイダー - アンヒー・ブラント - エレーヌ・ルソー - ブリット・ヘルボッツ - シルケ・ファンアーフェルマート - キンバリー・ドレフニオク - ピア・ケストナー | - リーガン・フッド - ヘイリー・スペルマン - アレクサンドラ・フランティ - マディソン・バグ - タビサ・ラブ - ダリ・サンタナ - ビクトリア・マイヤー - カルラ・ルエダ - アマンダ・コネオ - レティシア・モマ | - ニコレ・コールハース - テッサ・ポルデル - インディ・バイエンス - シアーラ・ミッケル - アティナ・パパフォティウ - ベルナルダ・ブルチッチ - カルラ・クラリツ - アンナ・ハーク - ラウラ・クンズラー - タチアナ・ボーカン |